# زیردریایی یو-۲۸۵
زیردریایی یو-۲۸۵ (به انگلیسی: German submarine U-285) یک زیردریایی بود که طول آن ۶۷٫۱ متر (۲۲۰ فوت ۲ اینچ) بود. این زیردریایی در سال ۱۹۴۳ ساخته شد.